# Maria Pellegrina Amoretti
Pour les articles homonymes, voir Amoretti.
Maria Pellegrina Amoretti (1756-1787) est une juriste italienne.
Elle est considérée comme la première femme diplômée en droit en Italie, et la troisième femme à y obtenir un diplôme (après Elena Lucrezia Cornaro en 1678 et Laura Bassi en 1733).

## Biographie
Amoretti naît le 12 mai 1756 à Oneille. À 20 ans, en 1777, elle obtient son doctorat en droit à l'université de Pavie. Elle est également diplômée en philosophie dans cette même université. Sa remise de diplôme, très exceptionnelle pour une femme, attire de nombreux visiteurs de marque dont la grande-duchesse de Toscane qui lui remet une gratification.
Amoretti avait tenté auparavant de s'inscrire à l'université de Turin, mais y est rejetée en tant que femme.
Elle fait partie du petit nombre de femmes à recevoir un diplôme universitaire en Europe au XVIIIe siècle avec María Isidra de Guzmán y de la Cerda, diplômée de l'université d'Alcalá en 1785, et Dorothea von Rodde-Schlözer, diplômée de l'université de Göttingen en 1787.
Membre de la Société patriotique de Milan, elle y présente, en 1784, le mémoire de l'inventrice Teresa Ciceri Castiglioni (it) sur une technique de fabrication de tissu à partir de la fibre de lupin.
Amoretti meurt le 12 novembre 1787, à l'âge de trente et un ans. Elle laisse un essai sur les droits de la dot, en particulier sur le mariage en droit romain, publié à titre posthume en 1788 par un proche, Carlo Amoretti.
Son doctorat est commémoré par une plaque installée à l'université de Pavie en 1956.